# Osvaldo Soriano

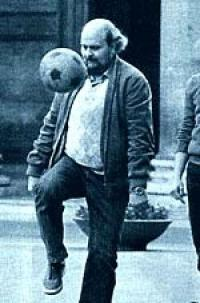

Osvaldo Soriano (Mar del Plata, 6 de janeiro de 1943 – Buenos Aires, 29 de janeiro de 1997) foi um escritor e jornalista argentino.

## Biografia
Mudou-se de Mar del Plata para para Buenos Aires aos 28 anos. Dois anos depois, publicou seu primeiro livro, Triste, Solitário y Final. Estava em Bruxelas quando aconteceu o golpe militar de 1976. Permaneceu na Europa, exilando-se em Paris. Voltou para a Argentina somente após a redemocratização, em 1984.
Foi um dos fundadores do Página/12, em 1987. Trabalhou no jornal nos 10 anos seguintes, até morrer de câncer de pulmão, em 1997.

## Obras

### Novelas
- Triste, solitario y final (1973)
- No habrá más penas ni olvido (1978)
- Cuarteles de invierno (1980)
- A sus plantas rendido un león (1986)
- Una sombra ya pronto serás (1990)
- El ojo de la Patria (1992)
- La hora sin sombra (1995)

### Contos e artigos
- Artistas, locos y criminales (1984)
- Rebeldes, soñadores y fugitivos (1988)
- El Negro de París (1989) - infantil
- Cuentos de los años felices (1993)
- Piratas, fantasmas y dinosaurios (1996)
- Arqueros, ilusionistas y goleadores (1998)
- Cómicos, tiranos y leyendas (2012)[6]

## Adaptações para o cinema
- Una mujer (1975)
- No habrá más penas ni olvido (1983)
- Cuarteles de invierno (1984)
- Das autogramm (1984), adaptação de Cuarteles de invierno
- Una sombra ya pronto serás (1994)
- Soriano, documentário dirigido por Eduardo Montes Bradley (2001)
- El penalti más largo del mundo (2005)
- Il Mundial dimenticato (2012), adaptação de Cuentos de los años felices